# Tesla Electric Light & Manufacturing
Tesla Electric Light and Manufacturing Company fue una compañía de iluminación eléctrica en Rahway, Nueva Jersey, que operó desde diciembre de 1884 hasta 1886.

## Historia
Con sede en Irving Street, RACHEAR (Nueva Jersey), Tesla Electric Light y Manufacturing Company inició operaciones en diciembre de 1884 después de que el inventor Nikola Tesla abandonara su empleo en la compañía de Thomas Edison después de un desacuerdo sobre el pago. La empresa se formó en una sociedad entre Tesla, Robert Lane y Benjamin Vale con Tesla, la tarea de diseñar un sistema de iluminación de arco, un segmento de rápido crecimiento de la nueva industria de la luz eléctrica utilizada principalmente para la iluminación exterior. Tesla diseñó una lámpara de arco con ajuste automático y un interruptor de fallo, así como dinamos mejoradas. Estas fueron las primeras patentes emitidas a Tesla en los Estados Unidos.  En 1886 instaló un sistema de iluminación basado en la estación central en las calles de Rahway, así como en algunos edificios de la fábrica.
Los inversores mostraron poco interés en las ideas de Tesla para nuevos tipos de motores y equipos de transmisión eléctrica y, con el mercado ya fuertemente controlado por Brush Electric Illuminating Company y Thomson-Houston Electric Company, llegaron a la conclusión de que era mejor desarrollar un sistema eléctrico útil que inventar nuevos sistemas. Para el otoño de 1886 habían formado la Union County Electric Light & Manufacturing Company escribiendo el final de Tesla Electric Light y Manufacturing y dejando a Tesla sin dinero. Tesla incluso perdió el control de las patentes que había generado dado que las había asignado a la compañía en lugar de acciones.

## Patentes
Tesla publicó las siguientes patentes:
- Patente de EE. UU. 334.823 - Conmutador para Dynamo Máquinas Eléctricas - 1886 26 de enero - Elementos para prevenir chispas en máquinas dínamo-eléctricas; Tambor-estilo con los cepillos.
- Patente de EE. UU. 350.954 - Regulador para Dynamo Máquinas Eléctricas - 1886 19 de octubre - Regulación automática de niveles de energía; Dispositivo mecánico para desplazar los cepillos.
- Patente de EE. UU. 335.786 - Lámpara de arco eléctrico - 1886 9 de febrero - Lámpara de arco con electrodos de carbono controlados por electroimanes o solenoides y un mecanismo de embrague; Corrige fallas de diseño anteriores comunes a la industria.
- Patente de EE. UU. 335.787 - Lámpara de arco eléctrico - 1886 9 de febrero - Interruptor de fallo automático de la lámpara de arco cuando el arco posee un comportamiento anormal; La reactivación automática.
- Patente de EE. UU. 336.961 - Regulador para máquinas dinamo eléctricas - 1886 2 de marzo - Dos cepillos principales conectados a extremos de bobina de hélices; Conexión de derivación de ramificación de punto intermedio para el tercer cepillo.
- Patente de EE. UU. 336.962 - Regulador para máquinas dinámicas eléctricas - 1886 2 de marzo - Cepillo auxiliar que desvía una parte o la totalidad de la bobina de hélices de campo; Regula el flujo de energía; Nivel de corriente ajustable.

## Lecturas Sugeridas
- Tesla: Life and legacy: Coming to America, PBS.
- Stock certificate for the Tesla Electric Light and Manufacturing Company. Tesla: Life and legacy: Coming to America, PBS.
- "Nikola Tesla: Research in High Frequency Phenomena, 1894." Nikola Tesla: Recognized Genius. N.p., n.d. Web. 31 Jan. 2014. <https://web.archive.org/web/20140213181818/http://www.fi.edu/learn/case-files/tesla/genius.html>.